# Mammillaria winterae
Mammillaria winterae är en kaktusväxtart som beskrevs av Boed. Mammillaria winterae ingår i släktet Mammillaria och familjen kaktusväxter.

## Underarter
Arten delas in i följande underarter:
- M. w. aramberri
- M. w. winterae